# غابرييل فارفان
غابرييل فارفان (بالإنجليزية: Gabriel Farfan)‏ هو لاعب كرة قدم أمريكي في مركز الدفاع، ولد في 23 يونيو 1988 في سان دييغو في الولايات المتحدة. شارك مع منتخب الولايات المتحدة تحت 17 سنة لكرة القدم. أما مع النوادي، فقد لعب مع فيلادلفيا يونيون ونادي تشياباس ونادي شيفاز يو إس أي.

## وصلات خارجية
- غابرييل فارفان على موقع الاتحاد الدولي (مؤرشف)  (الإنجليزية)
- غابرييل فارفان على موقع الدوري الأمريكي (الإنجليزية)
- غابرييل فارفان على موقع قاعدة بيانات كرة القدم.إي يو (الإنجليزية)
- غابرييل فارفان على موقع عالم كرة القدم.نت (الإنجليزية)